# 四面山

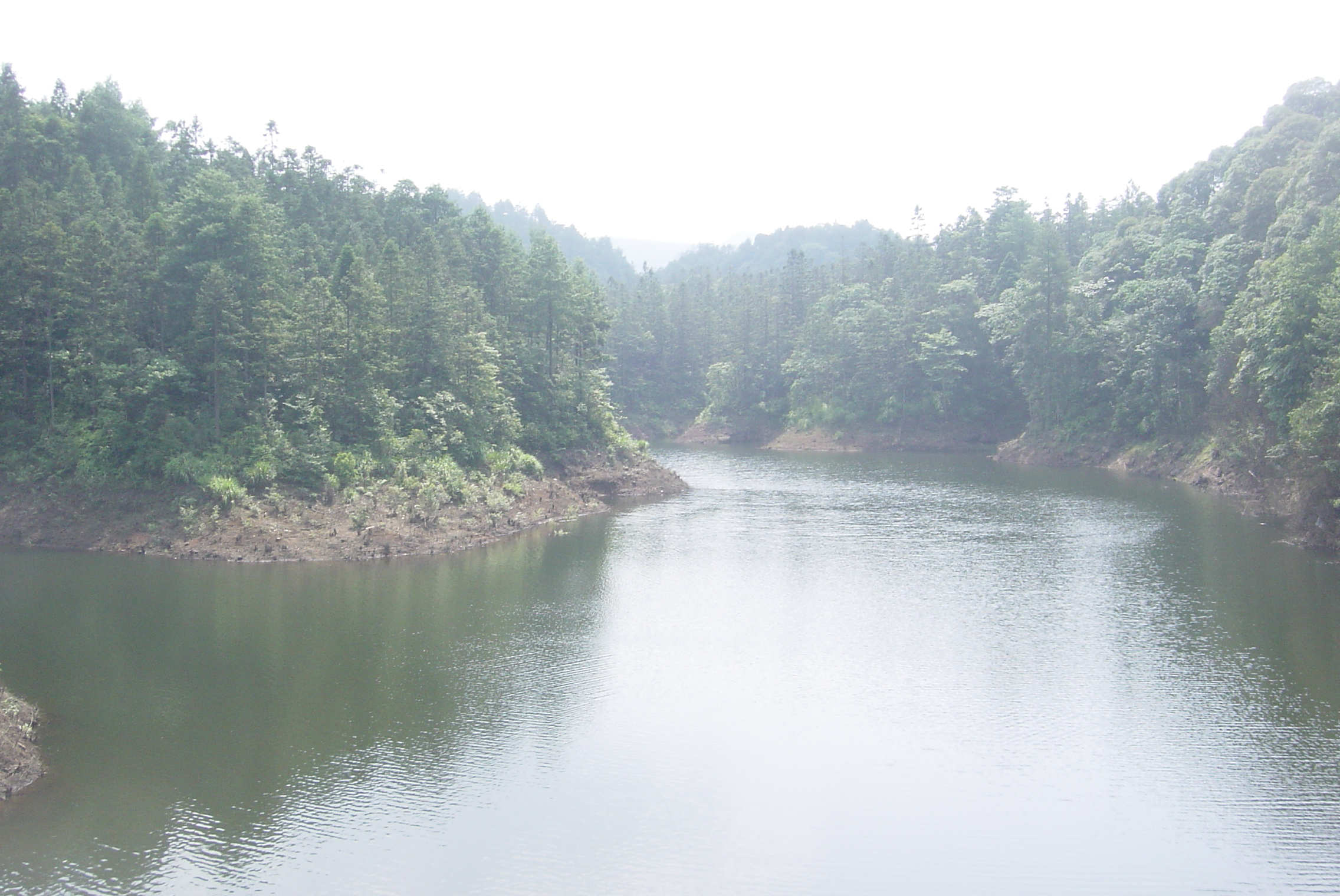
四面山大红海景色

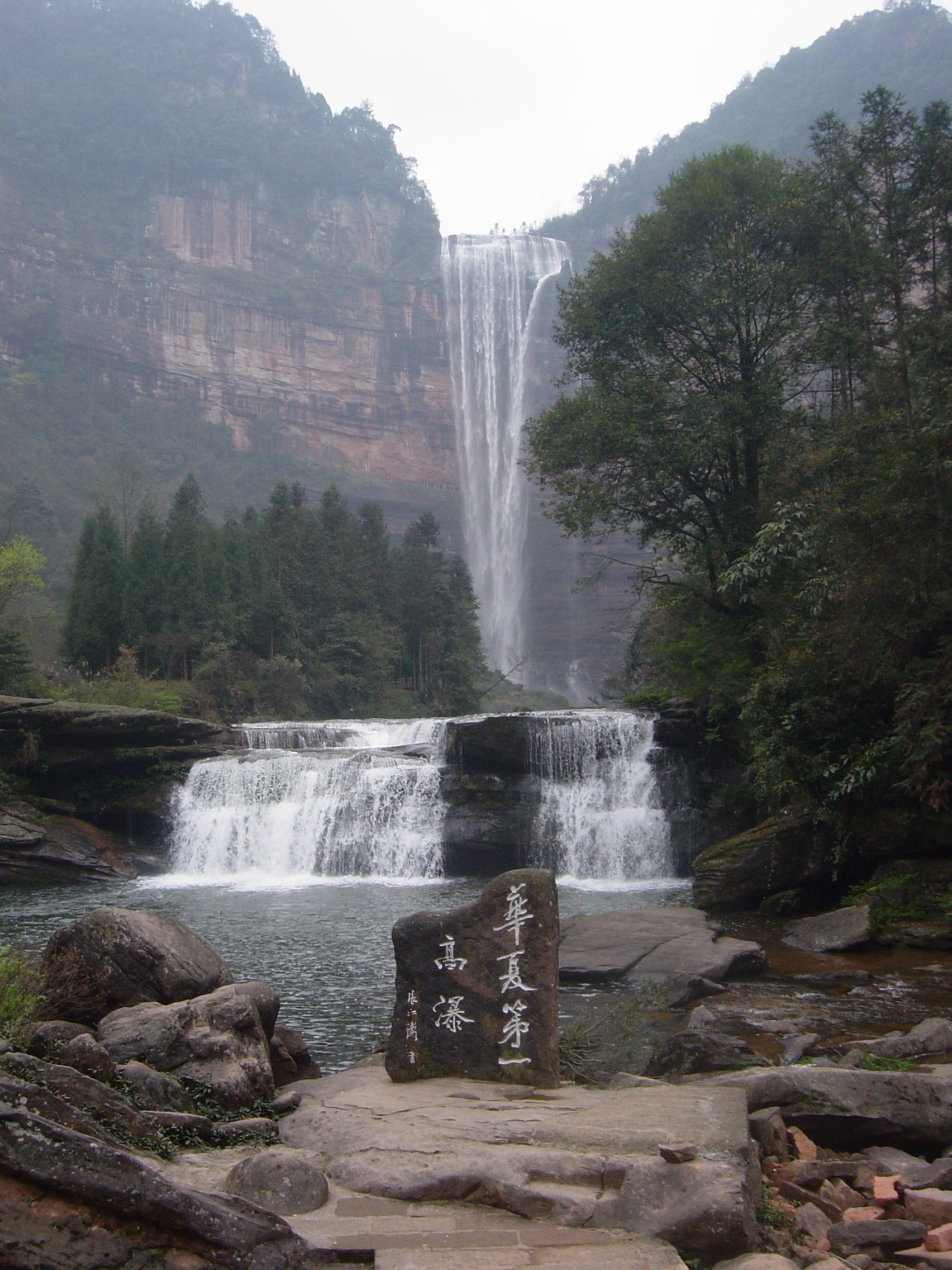
四面山望乡台瀑布

四面山位于重庆江津区四面山镇，属于云贵高原大娄山北翼余脉，距离重庆主城130公里，离江津城区90公里。四面山景区幅员面积213.37平方千米，海拔高度1000~1500米，主要有望乡台、土地岩、龙潭湖、洪海、珍珠湖等核心景区，共128个景点。

## 历史
1994年被国务院列为第三批国家重点风景名胜区。2015年10月，四面山景区被评为国家5A级旅游景区。

## 景区内容
最高峰蜈蚣岭海拔1709.4米，最低处海拔560米。四面山以原始森林为主，野生植物资源丰富，被称为难得的“天然物种基因库”。四面山瀑布景观最为知名，有大小瀑布100多处，百米左右的瀑布有八处之多。望乡台瀑布高152米，宽40米，是中国最高的瀑布，另外水口寺瀑布、鸳鸯瀑布等也各有特色。